# 브리트니 보

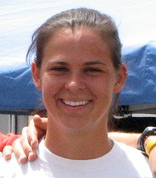
브리트니 보(2007년)

브리트니 보(영어: Brittany Bowe, 1988년 2월 24일~)는 미국의 여자 스피드 스케이팅 선수이다.
스피드 스케이팅에 입문하기 전에는 인라인 스피드 스케이팅과 농구 선수로 활동했었다. 인라인 스피드 스케이팅의 세계적인 선수로 활동하였고, 플로리다 애틀랜틱 대학교 농구팀에서 선수로 뛰다가, 2010년 동계 올림픽 이후 빙상의 스피드 스케이팅에 도전하였다. 급격히 기량이 향상되어 2013년 세계 종목별 선수권 대회 1000m에서 동메달을 획득했으며, 2013년 11월, 1:12.58로 1000m 세계신기록을 경신했다.